# Robert Clay Prim
Robert Clay Prim (Sweetwater, Texas, 25 de setembro de 1921 - San Clemente (Califórnia), 18 de novembro de 2021) foi um matemático e informático estadunidense.